# 港灣式月台
終端式月台，又稱港灣式月台（英語：Bay platform），是铁路車站月台的一種型態，通常用於一條鐵路線的終點站。

## 簡介
列車駛進車站時會有如船艦般被凹形月台包夾在中間。這種月台常見於區域或長途客運鐵路的终点站或折返式車站，列車必須以進站時的相反方向駛離月台。另外還有一種比港灣式月台為小，被稱作碼頭式月台的型態，專為貨運列車上下貨物而設計。
一些以往設有火車渡輪接駁的車站，在火車渡輪停運之後，大多會改建為港灣式月台，例如日本的長崎車站、高松車站、函館車站，稚内站。
还有些车站曾经为多个方向列车的分歧点，但其中一个或多个方向废线后，变为港湾式月台，如JR北海道的远轻站。
除了鐵路，一些路線班次多的長途巴士車站也會採用港灣式月台設計，可容納較多巴士停靠，例如台灣台北市的臺北轉運站。

## 優點
在實際使用上，港灣式月台最大的好處在於旅客並不需要利用行人地下道或行人天橋之類的設施往返不同的月台之間，而可以直接在同平面上行走至月台的頭端之後，轉接至其他月台，因此非常適合長途客運路線的起訖點（乘客較常攜帶大件行李不方便上下樓梯），或是不同路線間的接駁點（轉車方便）使用。使用港灣式月台的車站，站房通常設於月台的頭端位置，而非一般常見的設於路線側面。在某些港灣式月台的車站，採用西班牙式月台佈局，會在每一條乘車線的兩側都設置月台，因此列車停靠之後兩側的車門皆可開啟供旅客同時上下車，或是利用一側上車另一側下車的方式方便動線管理，經常可以在旅客流量大班次密集、需要快速上下乘客之後讓列車駛離月台的接駁車站內見到。
從城市規劃的角度，火車由原路退出，表示鐵路不會穿過城市，把空間切成兩半，也比較不用地下化或高架。

## 缺點
這種類型的月台因為只有一端可讓列車通行，因此不利於作為中途車站，也妨礙路線延長，除非在折返式路線上。同時也無法設置橫渡線，只能以三角線讓部分列車過站不停快速通過。另外也因為只有單側有鐵路，進站列車如果發生超速失控將會直接衝擊月台聯結部甚至撞上站房，在運行管理與防護設施上必須加強注意。
经常会是列车的终点站，如有非推拉式機車牽引的乘客車入站后，就得更換機車。